# Instituto Hesed
Instituto Hesed é um instituto de vida religiosa de adoração perpétua, com sede em Fortaleza, Ceará, fundado pelas religiosas Irmã Kelly Patrícia e Irmã Jane Madeleine em 1997. Reconhecido pela Arquidiocese de Fortaleza, o instituto dedica-se a experimentar, viver e cantar a misericórdia de Deus por meio da oração, contemplação, adoração ao Santíssimo Sacramento, celebração, expiação, ação de graças e missão. 

## Evangelização digital e obras sociais
Desde 2020, com o projeto “Nenhum dia sem Jesus”, o Instituto passou a promover quatro transmissões diárias ao vivo, que alcançam centenas de milhares de fiéis. O perfil no Instagram e no YouTube ultrapassa a marca de 4 milhões de seguidores, com grandes eventos como o “Rosário da Madrugada” atraindo 150 mil pessoas ao vivo. Além destes, o Instituto notabilizou-se pela recitação contínua da Novena da Pompeia, do Terço da Misericórdia e do Terço do Combate.
O Instituto realiza ações de impacto social em Fortaleza, atendendo mais de 800 famílias. Oferece distribuição de frutas e verduras duas vezes por semana, além de alfabetização de mulheres por meio da "Oficina de Leitura e Formação Humana". Também fornece assistência com alimentos, roupas, remédios e orientação espiritual e humana. 

## Misericórdia Brasil
O Misericórdia Brasil é um encontro anual de cura e libertação realizado pelo Instituto em Fortaleza desde 2010. A edição de 2024, realizada em abril no Centro de Eventos do Ceará, contou com pregadores renomados, como o Padre Duarte Lara, Mons. Rossetti e Padre Fidel Oñoro Consuegra. Já a edição anterior (2023) foi um dos maiores eventos do Instituto, esgotando 12 mil ingressos em menos de 24 horas. A edição mais recente (14ª), em abril de 2025, atraiu cerca de 13 mil pessoas por dia presencialmente, com estimativa de 80 mil espectadores online, e contou com atividades como coleta de sangue para o Hemoce e uma infraestrutura completa com praça de alimentação, acessibilidade e livraria.